# 陈珙公家族墓
陈珙公家族墓，位于中国广东省湛江市雷州市白沙镇冯村坡，为湛江市雷州市的一个市级文物保护单位，类型为古墓葬，公布时间为2002年10月10日。
陈珙公家族墓的历史年代为唐代。